# Sigvart Johansen
Sigvart Johansen   (27 de desembre de 1881 - 22 de setembre de 1964) va ser un tirador noruec que va competir a començaments del segle xx.
El 1920 va prendre part en els Jocs Olímpics d'Anvers, on disputà dues proves del programa de tir. Guanyà la medalla de bronze en la prova de carrabina, 50 metres per equips i es desconeix la posició en què finalitzà en la prova de carrabina, 50 metres.